# Utopia (Texel)

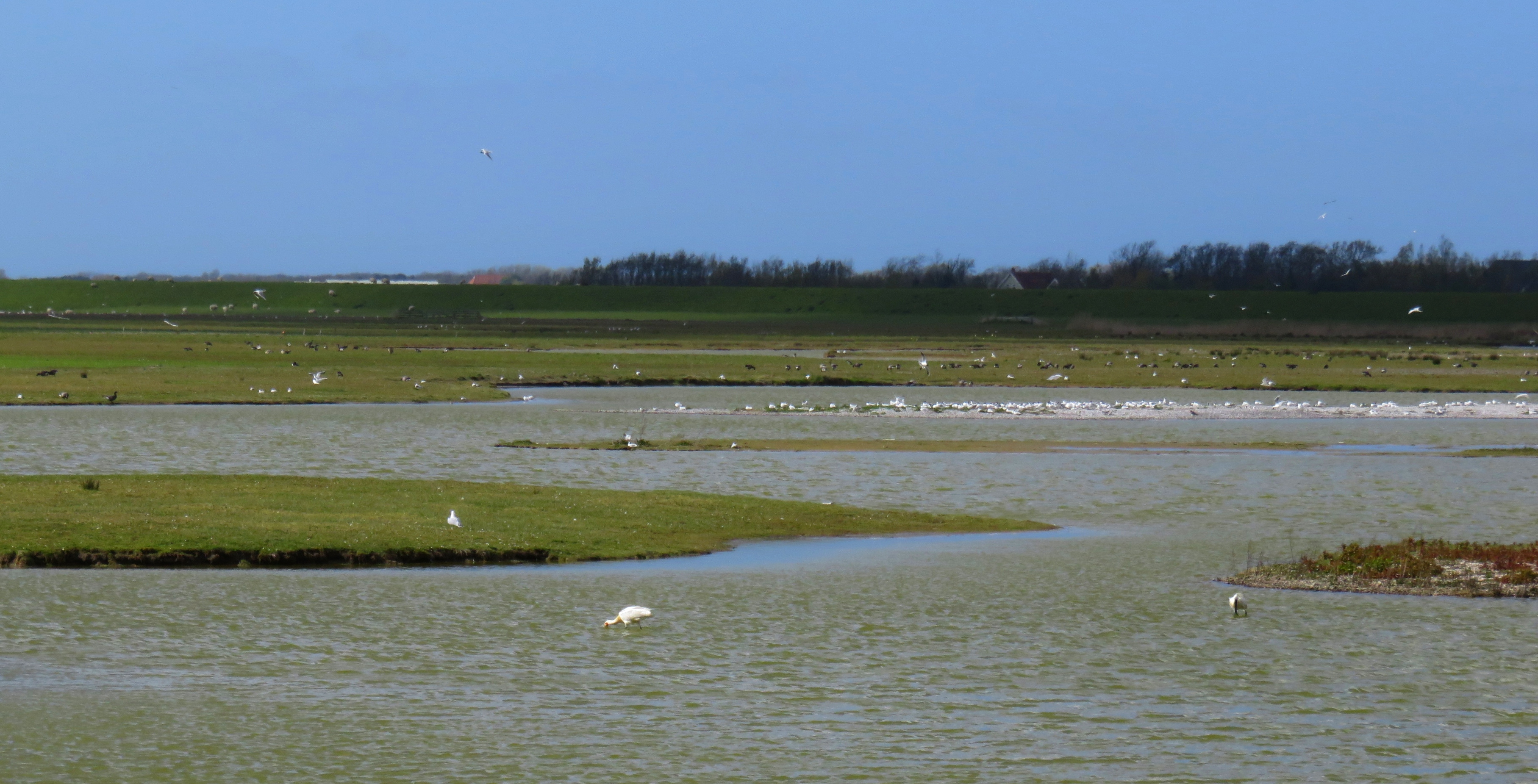

Utopia is een natuurgebied op Texel, dat is aangelegd tussen 2009 en 2011 in de Polder Het Noorden. Het gebied is eigendom van Natuurmonumenten en heeft een oppervlakte van ruim 28 hectare. Het ligt iets ten zuidwesten van De Schorren.

## Aanleg
Het gebied is genoemd naar de nabijgelegen boerderij (Stuifweg 18), waarvan nu alleen het woonhuis nog staat.
In het oostelijke deel van de polder "Het Noorden", ten noorden van de Stuifweg en ten westen van de Waddijk, lagen bouw- en graslanden die al enkele jaren in het bezit van de Vereniging tot Behoud van Natuurmonumenten in Nederland waren.
Bij gebrek aan financiële middelen kon Natuurmonumenten het gebied niet als natuurreservaat beheren en werd het gedeeltelijk verpacht als landbouwgrond. Dankzij een grote bijdrage van het Waddenfonds kon het gebied in 2010 als natuurgebied worden ingericht. Er zijn ondiepe waterpartijen gemaakt en slikkige gebieden gevormd, die worden afgewisseld met een aantal eilandjes, welke gedeeltelijk met schelpen zijn bedekt.
Op 8 mei 2011 is Utopia met een 'natuurmarkt' feestelijk ingewijd.

## (Broed-)vogels

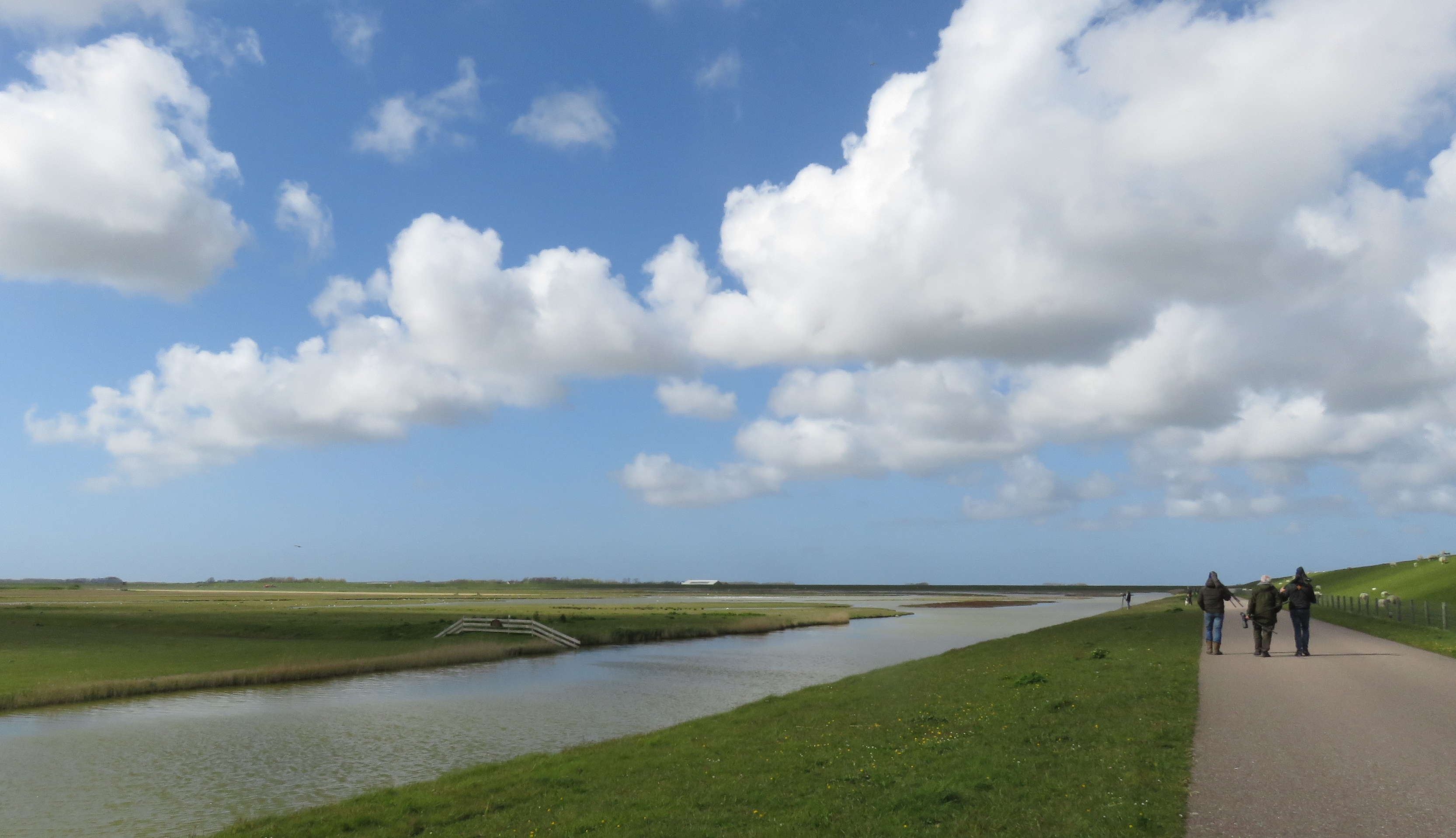
Utopia, "Vogelboulevard"

De weg langs de waddijk is afgesloten voor gemotoriseerd verkeer. Hier is een “vogelboulevard” ontstaan: een uitstekende gelegenheid om het gehele jaar door de vogels in Utopia te bekijken.
Broedvogels: 4 soorten sterns: grote, visdief, noordse en dwergstern; natuurlijk kokmeeuwen, maar ook bontbekplevieren, kluten en tureluurs; wilde eenden en kuifeenden. Er kunnen regelmatig foeragerende lepelaars worden gezien (die broeden op het nabijgelegen De Schorren).
Vooral de betekenis als broedgebied voor grote sterns is aanzienlijk. In 2015 broedden er in het gebied al 6000 paar.
Buiten de zomermaanden verblijven op de schaars begroeide eilanden graag rotganzen.
Het gebied fungeert ook als hoogwatervluchtplaats: bij hoogwater in de Waddenzee kunnen er dichte groepen strandlopers rusten: bijvoorbeeld bonte strandlopers en kanoetstrandlopers.
De op Texel ontwikkelde methode om binnendijks schelpenbanken aan te leggen om daarmee een veilig broedgebied voor grote sterns en andere broedvogels te creëren - zoals die behalve in Utopia ook is gehanteerd in Ottersaat en Wagejot - heeft inmiddels in binnen- en buitenland een voorbeeldfunctie.
Om de kwaliteit van het nieuw ontstane natuurgebied te handhaven moeten de schelpenbanken en eilandjes kaal worden gehouden. Veel vrijwilligers werken eraan om te zorgen dat het gebied aantrekkelijk voor vogels blijft.